# Макула Элпис

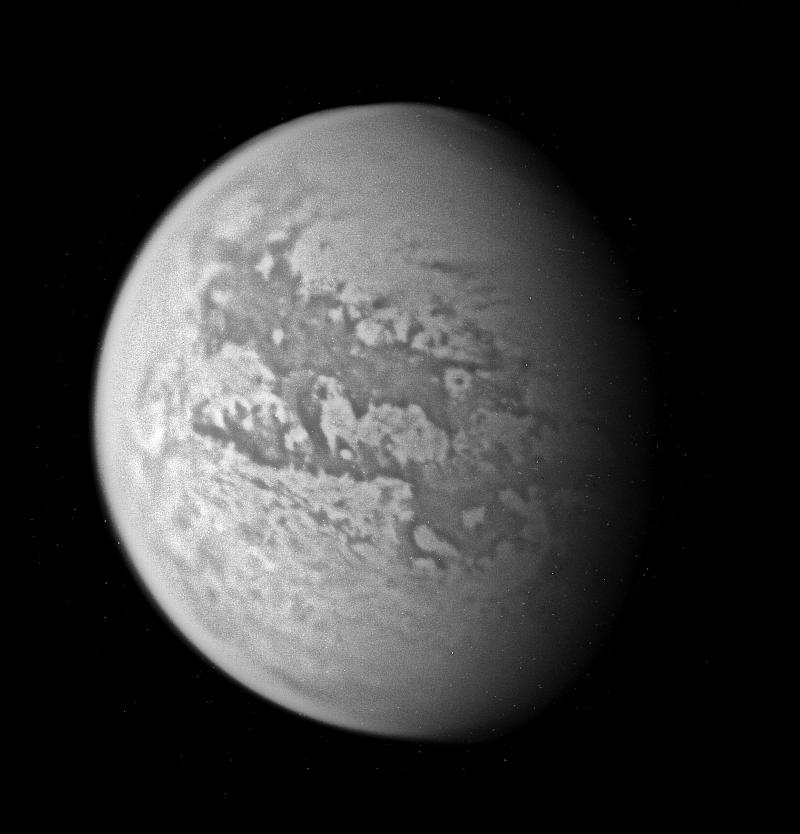
Инфракрасное изображение Титана (мозаика из снимков, сделанных аппаратом «Кассини» 31 марта 2005). Макула Элпис — небольшое горизонтально вытянутое тёмное пятно в верхней части диска

Макула Элпис (лат. Elpis Macula) — макула (тёмное пятно) на поверхности Титана — самого крупного спутника Сатурна. Максимальный размер — 500 км, координаты центра — 31°12′ с. ш. 27°00′ з. д. / 31,2° с. ш. 27° з. д.
Макула Элпис была обнаружена на инфракрасных снимках, сделанных космическим аппаратом «Кассини». Названа в честь Элпис, греческой богини счастья и надежды. Это название было утверждено Международным астрономическим союзом в 2006 году.
«Кассини» произвёл радиолокацию этой области 26 апреля 2007 и 28 декабря 2009 года (во время пролётов около Титана под номерами T29 и T64).